# Árpád Pusztai
Árpád Pusztai (* 8. September 1930 in Budapest, Ungarn; † 17. Dezember 2021 in Aberdeen, Vereinigtes Königreich) war ein ungarisch-britischer Biochemiker. Árpád Pusztai stellte mit seiner Ehefrau Susan Bardócz bei Fütterungsversuchen mit gentechnisch veränderten Pflanzen an Ratten eine Schwächung des Immunsystems und Veränderungen an den inneren Organen fest. Dies löste eine lebhafte Kontroverse zum Umgang mit gentechnisch veränderten Pflanzen in der Landwirtschaft aus. Pusztais Vertrag wurde in der Folge nicht verlängert. Für sein Verhalten in der Angelegenheit wurde ihm 2005 der Whistleblower-Preis der Vereinigung Deutscher Wissenschaftler verliehen.

## Wissenschaftlicher Werdegang
Árpád Pusztai absolvierte ein Studium der Chemie an der Budapester Eötvös-Loránd-Universität, das er 1953 abschloss. Er arbeitete danach an der ebenfalls in Budapest ansässigen Ungarischen Akademie der Wissenschaften, bis er wegen des Scheiterns des Ungarischen Volksaufstandes 1956 über ein Flüchtlingslager in Österreich nach Großbritannien emigrierte. Dort erlangte er am Londoner Lister Institute einen Doktorgrad.
Von 1963 bis 1999 war er am Rowett Research Institute in Aberdeen, Schottland, tätig, einem vormals eigenständigen Forschungsinstitut, welches seit 2008 zur Universität Aberdeen gehört. 1988 wurde er zum „Fellow“ der Royal Society of Edinburgh ernannt.
Pusztai gilt als einer der international führenden Experten für Pflanzenlektine und ist Autor von 270 wissenschaftlichen Arbeiten und drei Büchern zu diesem Themenkreis.

## Pusztai-Affäre
Pusztai führte ein Fütterungsexperiment mit zwölf Ratten durch, bei dem sechs Tiere zehn Tage lang mit gentechnisch veränderten Kartoffeln gefüttert wurden, sechs als Kontrollgruppe mit normalem Futter. Im August 1998 machte er die Vorergebnisse in einem Interview im BBC-Fernsehen öffentlich, ehe die Publikation in der medizinischen Fachzeitschrift The Lancet erschien. Die darauf folgende Auseinandersetzung über die Gültigkeit der Forschungsergebnisse wurde als Pusztai-Affäre bekannt. Pusztais Arbeitsvertrag wurde wegen des Verstoßes gegen Publikationsrichtlinien nicht mehr verlängert und das Rowett Research Institute schloss ihn von der Mitwirkung an weiteren Untersuchungen aus.
Pusztais schlussfolgerte aus seinen Untersuchungen, dass der Verzehr von gentechnisch veränderten Kartoffeln Schäden am Immunsystem und verändertes Organwachstum bei Ratten hervorrufen könnte. Seine Ergebnisse wurden, nach der großen Medienaufmerksamkeit aufgrund der vorhergehenden Veröffentlichung in den Medien, vom Rowett Institute am 22. Oktober 1998 im Rahmen eines Audits untersucht. Im Ergebnis kamen die Wissenschaftler zu dem Schluss, dass die Daten des Experiments Pusztais Schlussfolgerung nicht unterstützten.
Daneben prüfte eine Gruppe von 23 Wissenschaftlern unter Leitung der Umweltorganisation Friends of the Earth, darunter Professor Ian F. Pryme von der Universität Bergen, unabhängig voneinander den Untersuchungsbericht des Rowett-Instituts und Pusztais Versuche. In einem Memorandum forderten daraufhin die beteiligten Wissenschaftler öffentlich die Rehabilitierung von Pusztai. Sie bestätigten, dass die Annahme begründet ist, der Verzehr von gentechnisch veränderten Pflanzen könne auch bei Säugetieren erhebliche gesundheitliche Auswirkungen nach sich ziehen.
Mehrere Monate später untersuchte auch die Royal Society Pusztais Experimente. Sie kam nach der Untersuchung durch eine Reihe von anonymen unabhängigen Untersuchern zu dem Schluss, dass Pusztais Untersuchungen methodologisch unbrauchbar seien. Die Studie sei schlecht designt, beinhalte Unsicherheiten bei der Zusammenstellung des Futters, benutze inkorrekte statistische Methoden und benutze eine generell zu geringe Anzahl an Ratten. Die Prüfergruppe der Royal Society bedauerte des Weiteren, dass Pusztai sich direkt an die Öffentlichkeit gewandt hatte, statt dem regulären Peer-Review-Prozess seinen Lauf zu lassen und sich wissenschaftlicher Kritik auszusetzen. Dies hätte die informierte und unvoreingenommene öffentliche Diskussion deutlich erschwert.
Puztais Ergebnisse wurden nach Kontroversen in der Zeitschrift The Lancet 1999 veröffentlicht. Die beteiligten Prüfer des Lancet waren bei der Veröffentlichung geteilter Meinung ob der Qualität der Studie. Die schließlich im Lancet veröffentlichte Version konnte signifikante biologische Auswirkungen auf die mit GVO-Kartoffeln gefütterten Tiere feststellen, Auswirkungen auf das Immunsystem wurden nicht erwähnt.
Der Fall Pusztai wurde von der Schriftenreihe des Zentrums für Technik- und Wirtschaftsethik aufgegriffen und in Form einer Fallstudie zur Ethik in der Wissenschaft von Dieter Deiseroth untersucht. Deiseroth warf abschließend folgende Fragen auf:
- Was hat das Rowett-Institut und seine Auftraggeber bewogen, die Forschungsarbeit aufzugeben und Pusztai aus dem Institut zu drängen, anstatt ihre Mitarbeiter in der Kontroverse mit beteiligten wissenschaftspolitischen und ökonomischen Interessen zu unterstützen und die Forschungen voranzutreiben?
- Warum stieß dieses Vorgehen bei der Royal Society und bei vielen Fachkollegen – mit Ausnahme von 20 internationalen Wissenschaftlern (darunter das deutsche Ökoinstitut) – nicht auf Protest?

Deiseroth verwies auf die Forschungsarbeit über den transgenen Mais MON 863 und die Kontroversen um Gilles-Éric Séralini und regte an, ggf. ähnliche zugrunde liegende Macht- und Einflussstrukturen zu identifizieren. Er forderte Maßnahmen ein, die gewährleisten sollen, dass Dissens in der Wissenschaft nicht zum persönlichen Existenzrisiko für Wissenschaftler wird, die aus berufsethischer Verantwortung in den Dissens eintreten.

## Würdigung
- Im Jahr 2005 erhielt Pusztai den Whistleblower-Preis der Vereinigung Deutscher Wissenschaftler (VDW).
- Im Dezember 2009 wurde ihm gemeinsam mit seiner Ehefrau Susan Bardócz der Stuttgarter Friedenspreis verliehen.

## Filmographie
- 2001: Risiko Wissenschaft (Dokumentation; Regie: Gabriela Neuhaus/Angelo Scudeletti)
- 2010: Gekaufte Wahrheit – Gentechnik im Magnetfeld des Geldes (Dokumentation; Regie: Bertram Verhaag)
- 2010: Árpád Pusztai – Whistleblower (Dokumentation; Regie: Bertram Verhaag)
- 2008: Monsanto, mit Gift und Genen (Dokumentation; Regie: Marie-Monique Robin)

## Weitere Literatur
- Árpád Pusztai, Susan Bardócz: Sicherheitsrisiko Gentechnik. Hrsg.: Jürgen Binder. orange-press, 2009, ISBN 978-3-936086-50-8, S. 177 (ungarisch: A genetikailag módosított növények és a belőlük készített élelmiszerek és takarmányok biztonsága. Übersetzt von Peter Schmidt, Mit DVD Árpád Pusztai, Whistleblower von DENKmal-Film GmbH, München).
- Dieter Deiseroth, Annegret Falter (Hrsg.): Whistleblower in Gentechnik und Rüstungsforschung. Preisverleihung 2005: Theodore A. Postol, Arpad Pusztai. VMW, 2006, ISBN 978-3-8305-1262-2.
- Jeffrey M. Smith: Trojanische Saaten. Genmanipulierte Nahrung – Genmanipulierter Mensch. Nachwort Christine von Weizsäcker. (Originaltitel: Seeds of Deception) Verlag: Riemann, ISBN 978-3-570-50060-6.
- L’affaire des pommes de terre transgéniques (Memento vom 20. Mai 2012 im Internet Archive) Étude d’une polémique scientifico-médiatico-politique Août 1998 – Octobre 1999 Mémoire présenté par Clément Deshayes sous la direction de Baudouin Jurdant (Université Paris 7 – Denis Diderot) (fr.) aufgerufen am 2. November 2011

| Personendaten    | Personendaten                    |
| ---------------- | -------------------------------- |
| NAME             | Pusztai, Árpád                   |
| ALTERNATIVNAMEN  | Pusztai, Arpad                   |
| KURZBESCHREIBUNG | ungarisch-britischer Biochemiker |
| GEBURTSDATUM     | 8. September 1930                |
| GEBURTSORT       | Budapest                         |
| STERBEDATUM      | 17. Dezember 2021                |
| STERBEORT        | Aberdeen, Vereinigtes Königreich |